# 九龍巴士263線
九龍巴士263線，是香港一條往返屯門站及沙田站的巴士路線，途經屯門市中心、安定邨、豐景園、屯門公路、象鼻山路及城門隧道。本線是目前5條兩邊總站均為港鐵重鐵車站而且總站名稱是以港鐵車站站名命名（即「XX站」或「XXX站」）的新界區全日專營巴士路線之一（另外4條為60M線、89D線、290X線及930線）。
九龍巴士263A線，來往屯門站及香港科學園，途經屯門市中心、安定邨、豐景園、屯門公路、象鼻山路、城門隧道、石門，只於星期一至五上、下午繁忙時間提供服務，及於香港科學園舉行大型活動後提供單向往屯門站的服務，是新界西北首條直達沙田城門河東岸的專營巴士線。
九龍巴士263B線，來往屯門站及火炭（山尾街），途經屯門市中心、安定邨、豐景園、屯門公路、象鼻山路及城門隧道，只於星期一至五上、下午繁忙時間提供服務，是新界西北首條直達沙田火炭的專營巴士線。
九龍巴士263C線，來往屯門站及香港教育大學，途經屯門市中心、安定邨、豐景園、屯門公路、象鼻山路、城門隧道、香港科學園、白石角、廣福邨、廣福道、大埔中心及大埔工業邨，只於星期一至五上、下午繁忙時間兩邊對開一班，是屯門至大埔的首條專營巴士線。

## 歷史
來往屯門及沙田的巴士路線，早在1980年代末期的路線發展計劃中出現過，當時建議開辦63X線往返屯門市中心及沙田圍，準備在城門隧道及五號幹線（現為九號幹線石圍角至荃景圍段）建成後開辦；但城隧通車後，計劃並未有立即實行（而63X這編號亦於1998年被來往天慈邨及佐敦道碼頭的新線採用）。
- 1991年6月30日：本線前身263R線開辦，來往屯門市中心及沙田市中心，成為繼868線後第二條來往屯門區及沙田區的專利巴士路線，以及繼該線後沙田區及城門隧道第二條來往新界西北的專利巴士路線，同時亦是城門隧道首條全空調專利巴士路線，當時收費$16.5（設城門隧道轉車站往屯門$10的分段收費），但只在假日服務，中途途經荃灣市中心一段的青山公路。
- 1996年12月20日：263R的沙田總站由沙田市中心遷往沙田火車站，以騰出空位予新開辦的路線283。
- 2002年7月28日：263R線提升至全日服務並更改編號為263，成為首條來往屯門區及沙田區的全日專利巴士路線，以及繼269D線後沙田區及城門隧道第二條來往新界西北的全日專利巴士路線，來回程改經荃灣路、荃青交匯處、德士古道及德士古道北，在荃灣區除城門隧道轉車站外，不設分站。同日調低全程收費及在城隧轉車站提供免費轉乘往沙田。
- 2002年12月21日：來回程改經皇珠路、海皇路、海珠路及屯門鄉事會路，並加設海珠路往屯門市中心的分段收費。
- 2004年2月8日：屯門區的總站延長至屯門站，把服務範圍擴展至屯門新墟一帶，同時減輕屯門市中心巴士總站擁擠情況。
- 2007年2月11日：配合九號幹線石圍角至荃景圍段（即象鼻山路延長段）於2007年2月8日正式通車，本線於當日起來回程改經該路段，不再途經荃灣路、荃青交匯處、德士古道及德士古道北。
- 2007年12月2日：配合兩鐵合併，更改所有鐵路分站名稱。
- 2011年5月15日：九巴調整收費，本路線亦跟隨調高收費。
- 2012年12月26日：配合屯門公路巴士轉乘站（荃灣方向）啟用，往沙田方向加停該站，並提供59M、61M、67M、68A轉乘本路線的轉乘優惠，乘客於城門隧道轉乘第三程時仍可享有轉乘優惠。[8]
- 2013年1月26日：配合屯門公路巴士轉乘站（荃灣方向）增加轉乘路線，提供58M、60M、66M／66P轉乘本路線的轉乘優惠。[8]
- 2013年7月27日：配合屯門公路巴士轉乘站（屯門方向）啟用，往屯門方向加停該站，惟於該站直接上車將收取全程車費，乘客在城門隧道轉車仍可享有$6.5的優惠收費和在轉車站享有轉乘優惠。
- 2013年9月28日：配合屯門公路巴士轉乘站增設長途線第二次轉乘優惠，往屯門方向於屯門公路巴士轉乘站自其他路線及前一程路線（例如968→960/961）再轉乘本線作為第三程時，可享有轉乘優惠。
- 2014年12月18日：增設到站時間預報。[9]
- 2018年4月9日：263A線開辦。[10]
- 2018年7月3日：263線提早屯門站開出頭班車時間至05:20。[11]
- 2019年5月2日：經過區議會多番爭取下，運輸署在2018-2019年度巴士路線計劃中建議開辦263C線；然而，大埔區議會對此線未能惠及大埔區居民往返屯門通勤的需求大表不滿。運輸署於2018年6月向區議會提交修訂方案，將服務時間改為平日上、下午繁忙時間雙向各開一班，以達至屯門區及大埔區居民在繁忙時間皆有直達往返兩區的服務，同日起263C線投入服務。[12]
- 2019年10月14日：263A線來回繞經澤祥街及馬料水公共運輸交匯處，加停「大學站」。[13]
- 2020年8月3日：263C線大埔區的總站延長至大埔工業邨，加經安埔路、南運路、汀角路、大發街及大昌街並增設中途站:[14]
  - 往大埔工業邨方向，駛經原有總站大埔中心巴士總站則變為中途站後，新增「怡雅苑」、「魚角」、「大發街」、「大昌街」站。
  - 往屯門站方向，於新總站開出後駛經新增「大昌街」、「大發街」、「魚角」、「救恩書院」、「怡雅苑」站，駛經大埔中心巴士總站後返回安祥路等原有路線。
- 2020年11月30日：263A線回程加停「馬料水公眾碼頭」分站。[15]
- 2021年9月20日：263C線更改行車路線：[16]
  - 來回程繞經白石角及香港科學園；
  - 往屯門站方向不再繞經寶湖道及廣宏街，改於大埔公路－元洲仔段增設「廣福邨」站取代。
- 2022年11月14日：263B線開辦[17]。
- 2021年9月20日：263C線大埔區的總站延長至香港教育大學，加經大貴街、汀角路、露輝路及露屏路並增設中途站：[18]
  - 往香港教育大學方向，駛經原有總站大埔工業邨巴士總站則變為中途站後，新增「大埔大貴街」、「大埔東消防局」站。
  - 往屯門站方向不經大埔工業邨總站。

## 服務時間及班次
263
| 屯門站開         | 屯門站開    | 屯門站開     | 沙田站開         | 沙田站開    | 沙田站開     |
| 日期             | 服務時間    | 班次（分鐘） | 日期             | 服務時間    | 班次（分鐘） |
| ---------------- | ----------- | ------------ | ---------------- | ----------- | ------------ |
| 星期一至五       | 05:20-06:05 | 15           | 星期一至五       | 06:10       | 06:10        |
| 星期一至五       | 06:05-06:30 | 12/13        | 星期一至五       | 06:30-07:30 | 12           |
| 星期一至五       | 06:30-06:54 | 8            | 星期一至五       | 07:30-16:30 | 15           |
| 星期一至五       | 06:54-07:22 | 7            | 星期一至五       | 16:30-17:30 | 10           |
| 星期一至五       | 07:22-08:10 | 5/6          | 星期一至五       | 17:30-18:00 | 7/8          |
| 星期一至五       | 08:10-09:00 | 10           | 星期一至五       | 18:00-18:30 | 6            |
| 星期一至五       | 09:00-17:30 | 15           | 星期一至五       | 18:30-19:12 | 7            |
| 星期一至五       | 17:30-18:30 | 10           | 星期一至五       | 19:21       | 19:21        |
| 星期一至五       | 18:30-20:45 | 15           | 星期一至五       | 19:30-20:30 | 10           |
| 星期一至五       | 20:45-22:45 | 20           | 星期一至五       | 20:30-22:30 | 12           |
| 星期一至五       | 22:45-23:35 | 25           | 星期一至五       | 22:30-00:15 | 15           |
| 星期六           | 05:20-06:35 | 15           | 星期六           | 06:10       | 06:10        |
| 星期六           | 06:35-07:00 | 12/13        | 星期六           | 06:30-16:00 | 15           |
| 星期六           | 07:00-08:00 | 7/8          | 星期六           | 16:00-17:00 | 12           |
| 星期六           | 08:00-09:00 | 10           | 星期六           | 17:00-17:30 | 10           |
| 星期六           | 09:00-11:00 | 15           | 星期六           | 17:30-19:00 | 7/8          |
| 星期六           | 11:00-18:00 | 12           | 星期六           | 19:00-20:00 | 10           |
| 星期六           | 18:00-20:15 | 15           | 星期六           | 20:00-21:00 | 12           |
| 星期六           | 20:15-23:35 | 20           | 星期六           | 21:00-23:00 | 10           |
|                  |             |              | 星期六           | 23:00-00:15 | 15           |
| 星期日及公眾假期 | 05:20-07:54 | 15-16        | 星期日及公眾假期 | 06:10-06:50 | 20           |
| 星期日及公眾假期 | 07:54-14:30 | 12           | 星期日及公眾假期 | 06:50-09:50 | 15           |
| 星期日及公眾假期 | 14:30-21:15 | 15           | 星期日及公眾假期 | 09:50-11:50 | 20           |
| 星期日及公眾假期 | 21:15-23:35 | 20           | 星期日及公眾假期 | 11:50-14:50 | 15           |
|                  |             |              | 星期日及公眾假期 | 14:50-17:50 | 12           |
| 17:50-19:00      | 10          |              | 星期日及公眾假期 |             |              |
| 19:00-21:00      | 15          |              | 星期日及公眾假期 |             |              |
| 21:00-22:00      | 12          |              | 星期日及公眾假期 |             |              |
| 22:00-00:15      | 15          |              | 星期日及公眾假期 |             |              |

263A
- 星期一至五：
  - 屯門站開：07:25、07:35
  - 香港科學園開：18:20

263B
- 星期一至五：
  - 屯門站開：07:35
  - 火炭（山尾街）開：18:15

263C
- 星期一至五：
  - 屯門站開：07:15、18:00
  - 香港教育大學開：06:35、17:50

263A、263B及263C於星期六、日及公眾假期不設服務

## 收費
| 路線   | 全程收費 | 分段收費 |
| ------ | -------- | --- |
| 263(B) | $16.9    | - 屯門站往豐景園或之前：$5.1 （只適用於263線） - 城門隧道轉車站往屯門站：$7.7 - 屯門公路轉車站往屯門站：$9.6 - 豐景園往屯門站：$5.1 |
| 263A   | $20.8    | - 沙田第一城往香港科學園：$7.4 - 城門隧道轉車站往屯門站：$7.7 - 屯門公路轉車站往屯門站：$9.6 - 豐景園往屯門站：$5.1                 |
| 263C   | $20.8    | - 廣福邨往香港教育大學：$5.4 - 城門隧道轉車站往屯門站：$7.7 - 屯門公路轉車站往屯門站：$9.6 - 豐景園往屯門站：$5.1                   |

| - 本線設有12歲以下小童及65歲或以上長者半價優惠。 - 65歲或以上香港居民使用「樂悠咭」，以及12歲以下合資格殘疾兒童使用「殘疾人士身份」個人八達通繳付車資，均可享有每程$2.0或半價（以較低者為準）的票價優惠；12至64歲合資格殘疾人士使用「殘疾人士身份」個人八達通（包括「樂悠咭」），以及60至64歲香港居民使用「樂悠咭」繳付車資，均可享有每程$2.0或全費（以較低者為準）的票價優惠。 - 65歲或以上長者如使用長者或一般個人八達通繳付車資，則只可享有半價優惠；12至64歲合資格殘疾人士如不使用「殘疾人士身份」個人八達通，以及60至64歲人士如不使用「樂悠咭」繳付車資，必須繳付全費。 - 乘客可以現金或八達通於上車時付款，不設找續。 - 每位成人乘客可免費攜帶最多兩名4歲以下而不佔座位的兒童乘客乘車，超額之4歲以下小童必須繳付小童車費乘車。 - 持有「九巴月票」之乘客在車票有效期內，每日可享最多10程任何九龍巴士及龍運巴士路線（包括本路線，以及聯營路線的九龍巴士／龍運巴士提供的班次；惟乘搭機場「A」及「NA」線則可享原價二七折優惠（不會計算每天10次合資格車程））；而B1線則每日可享最多各2程（不會計算每天10次合資格車程）。 - 九龍巴士、城巴、龍運巴士及陽光巴士全職員工及家屬（不包括外判職員）可免費乘搭本路線，惟必須拍職員或職員家屬八達通。 - 乘客亦可透過多元化電子支付系統（e度嘟）繳付車資，包括使用非接觸式VISA卡、JCB卡、萬事達卡、銀聯卡、美國運通、大來國際、Discover Card、Apple Pay、Google Pay、Samsung Pay、AlipayHK「易乘碼」、支付寶、WeChatHK／微信支付「搭車碼」、銀聯雲閃付「乘車碼」及BOC Pay「乘車碼」。乘客使用此付款方式，使用此支付方式的乘客可享有中途下車之分段收費，以及與其他九巴／龍運獨營路線或聯營線九巴／龍運班次之轉乘優惠，惟不適用於與非九巴／龍運路線之轉乘優惠，亦不能享有「公共交通費用補貼計劃」及「長者及合資格殘疾人士公共交通票價優惠計劃」。 - 帶粗體字者為雙向分段收費，乘客必須使用八達通（九巴月票除外）上車拍卡繳費，並於下車前後於指定巴士站裝設拍卡機確認八達通，方可享有分段收費優惠。 |

## 使用車輛

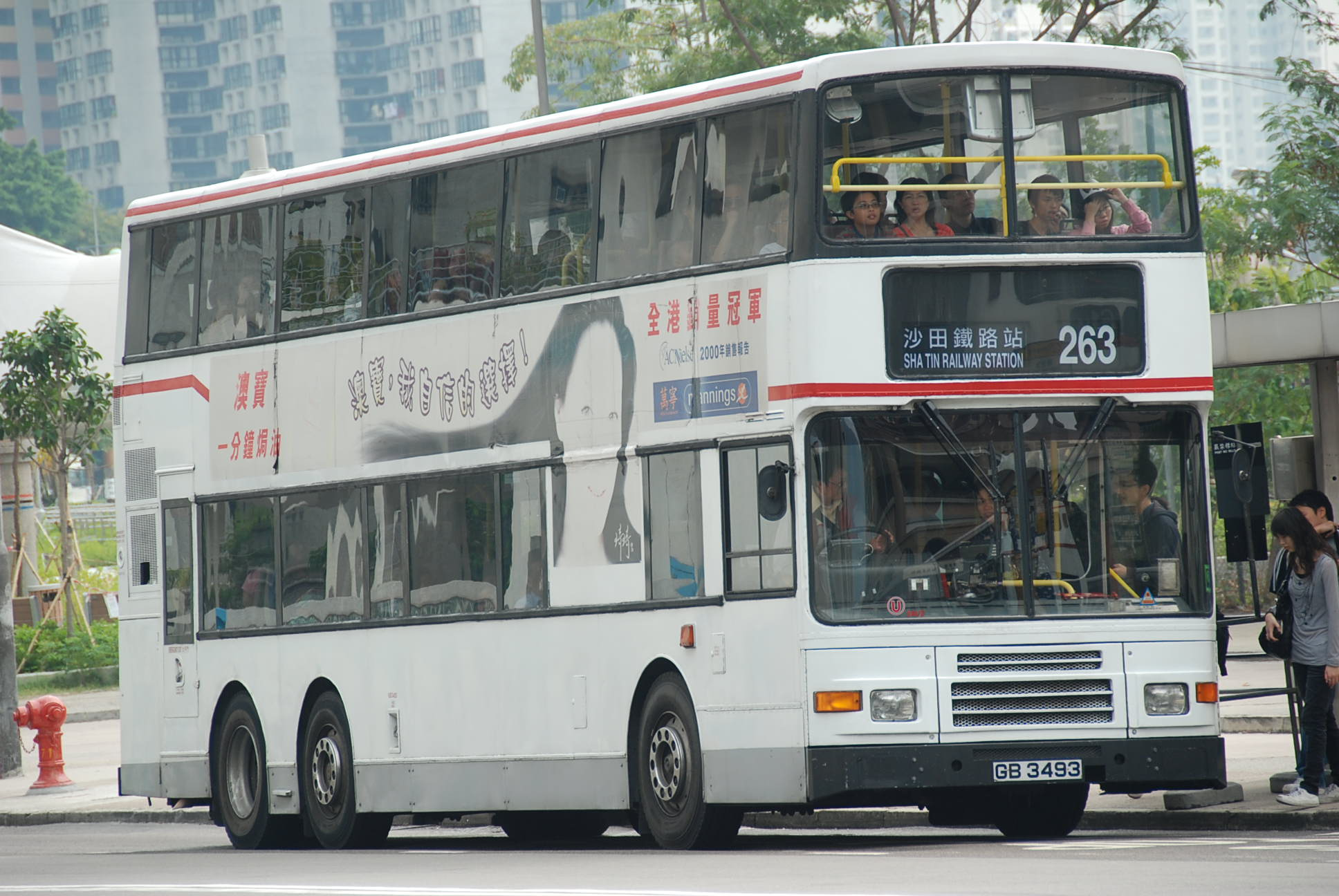
2008年主要使用富豪奧林匹克巴士12米巴士

早年使用富豪奧林匹克巴士11米、2輛Neoplan Centroliner及4輛富豪奧林匹克12米巴士。其後改為丹尼士三叉戟三型12米（ATR）、2輛亞歷山大丹尼士Enviro 500 12米（ATE）及1輛富豪B9TL 12米（AVBE）巴士。到2013年12月起陸續改用亞歷山大丹尼士Enviro 50012米（ATE、ATENU），合共16輛（13部是12.8米版，其餘3部為12米版）。
2016年1月，屯門車廠（U）改派首批出牌的量產版Enviro500 MMC 12.8米（3ATENU，配Facelift車身）行走，為繼73X、B1、279X線後第4條引入12.8米巴士作掛牌車的九巴路線，同時是屯門及沙田首條引入12.8米巴士作掛牌車的九巴路線。
現時本線使用18輛亞歷山大丹尼士Enviro 500 MMC（1輛12米ATENU及17輛12.8米3ATENU）雙層空調巴士。
| 車隊編號  | 車牌   |
| --------- | ------ |
| ATENU294  | ST5259 |
| 3ATENU43  | UB3579 |
| 3ATENU81  | UE5023 |
| 3ATENU82  | UE5298 |
| 3ATENU90  | UE8961 |
| 3ATENU103 | UF4295 |
| 3ATENU104 | UF4959 |
| 3ATENU112 | UF6639 |
| 3ATENU115 | UF7827 |
| 3ATENU118 | UF8216 |
| 3ATENU120 | UF6850 |
| 3ATENU121 | UF6961 |
| 3ATENU123 | UF7294 |
| 3ATENU132 | UF6717 |
| 3ATENU133 | UF6914 |
| 3ATENU134 | UF7176 |
| 3ATENU141 | UH4581 |
| 3ATENU142 | UH5442 |

## 行車路線
263

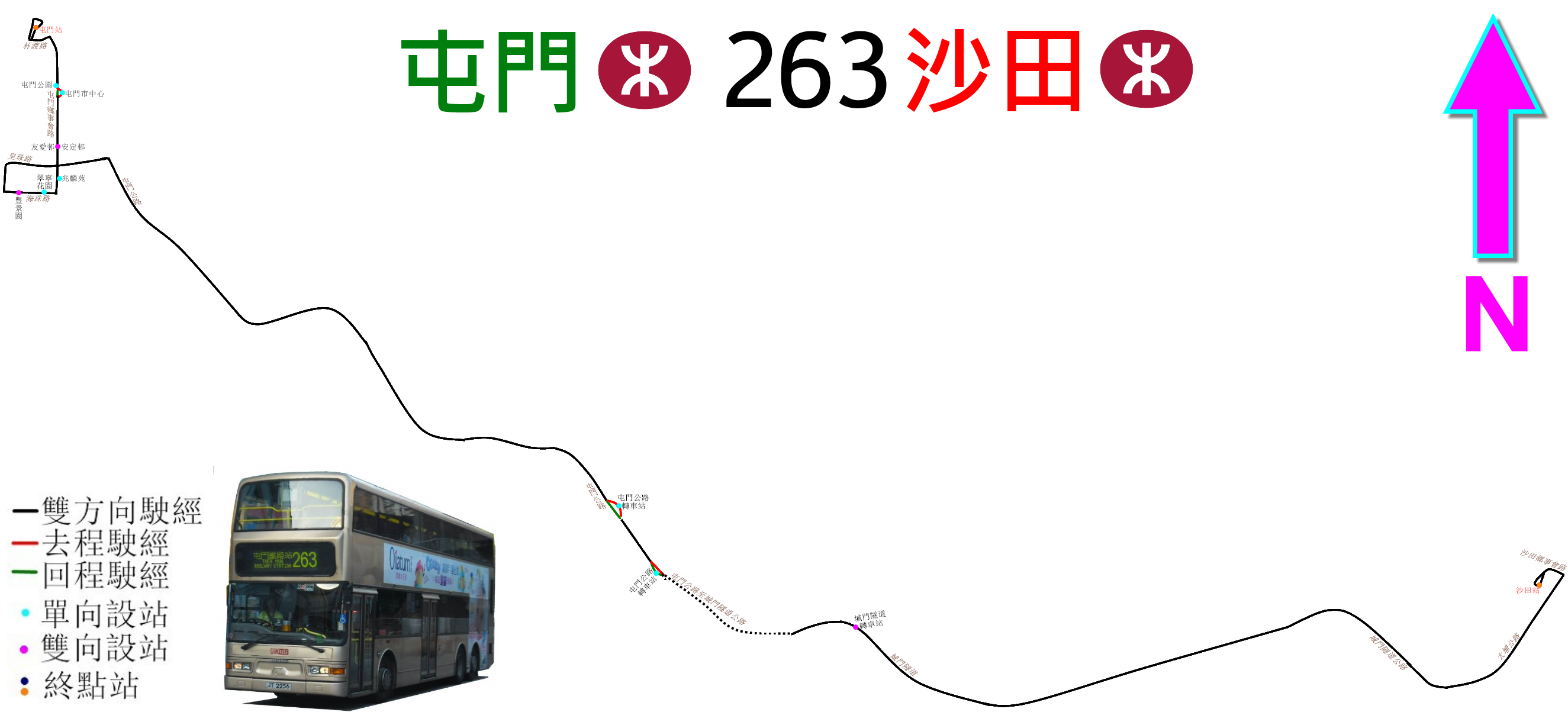
263線的走線圖

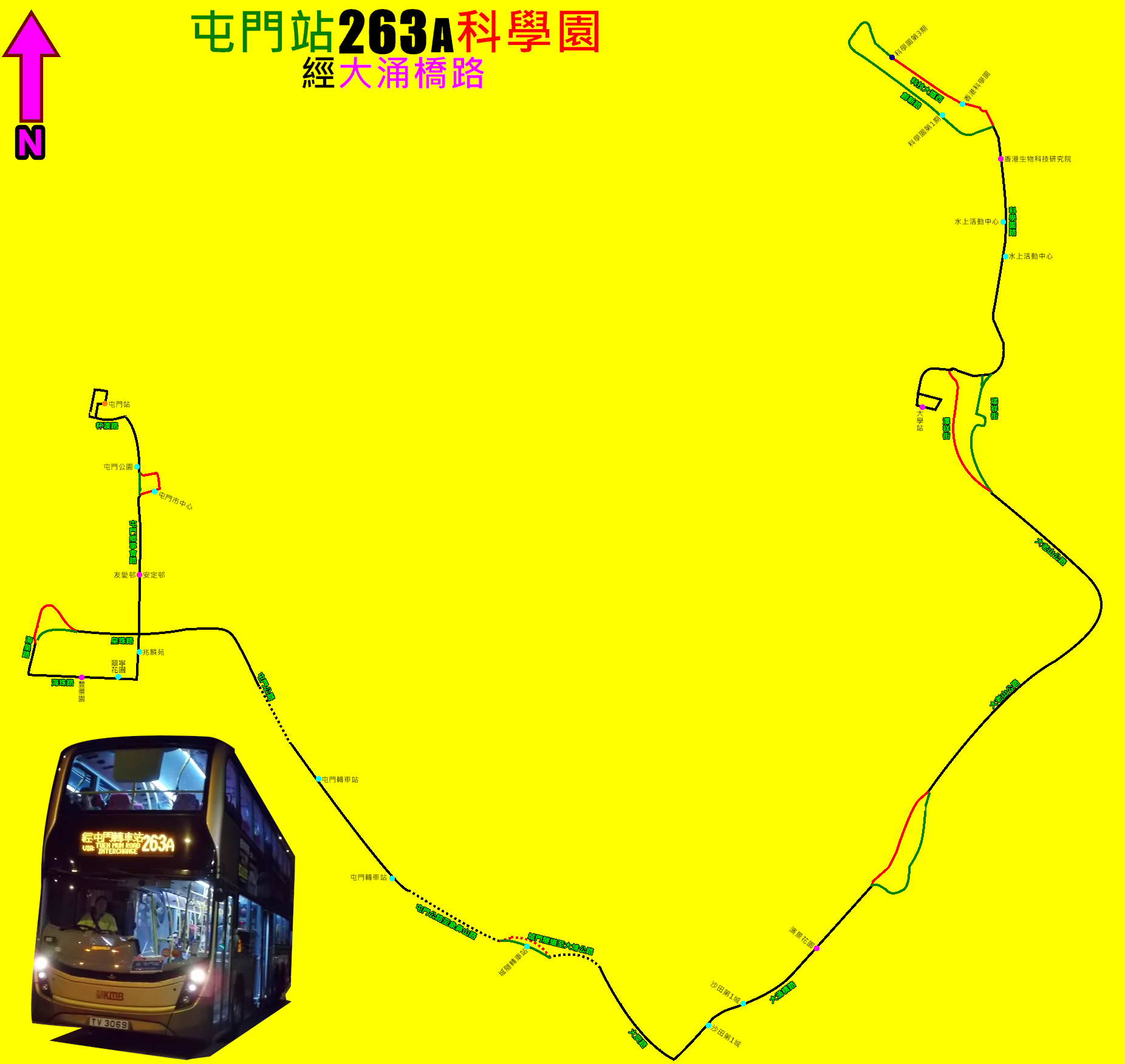
263A線的走線圖

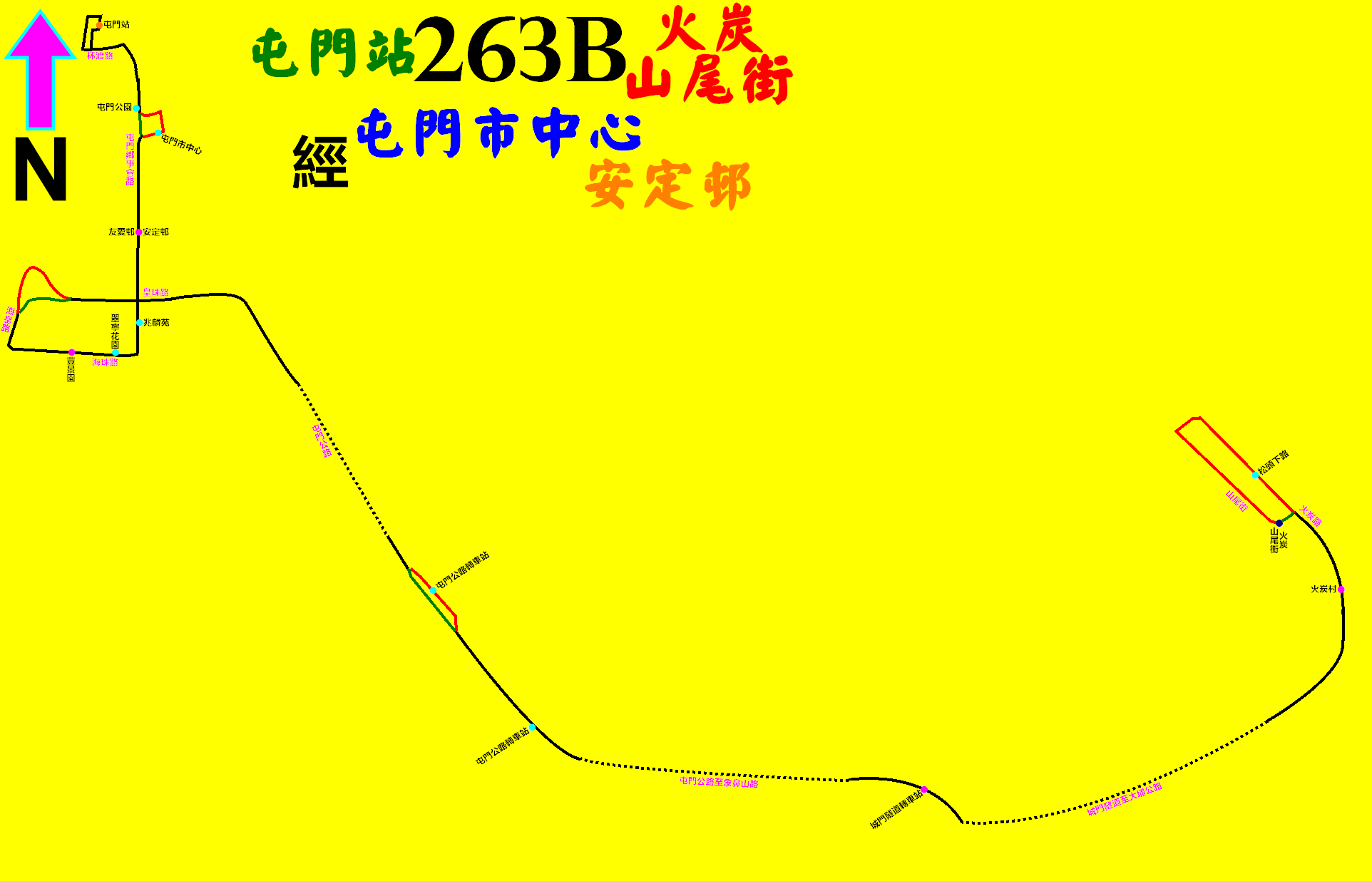
263B線的走線圖

屯門站開經：杯渡路、屯門鄉事會路、屯門市中心公共運輸交匯處、屯門鄉事會路、海珠路、海皇路、皇珠路、屯門公路、屯門公路巴士轉乘站、屯門公路、青山公路－荃灣段、象鼻山路、城門隧道、城門隧道公路、大埔公路－沙田段及沙田車站圍。
沙田站開經：沙田車站圍、大埔公路－沙田段、城門隧道公路、城門隧道、象鼻山路、青山公路－荃灣段、屯門公路、屯門公路巴士轉乘站、屯門公路、皇珠路、海皇路、海珠路、屯門鄉事會路、杯渡路及河傍街。
263線之具體停站請參考資訊框
263A
屯門站開經：杯渡路、屯門鄉事會路、海珠路、海皇路、皇珠路、屯門公路、屯門公路巴士轉乘站、屯門公路、青山公路－荃灣段、象鼻山路、城門隧道、城門隧道公路、大埔公路－沙田段、火炭路、翠榕橋、大涌橋路、石門交匯處、大老山公路、澤祥街、大學站公共運輸交匯處、澤祥街、科學園路、迴旋處及科技大道西。
香港科學園開經：科技大道西、科研路、創新路、科學園路、瑞祥街、澤祥街、大學站公共運輸交匯處、澤祥街、大老山公路、石門交匯處、大涌橋路、翠榕橋、火炭路、大埔公路－沙田段、城門隧道公路、城門隧道、象鼻山路、青山公路－荃灣段、屯門公路、屯門公路巴士轉乘站、屯門公路皇珠路、海皇路、海珠路、屯門鄉事會路、杯渡路及河傍街。
263A線之具體停站請參考資訊框
263B
屯門站開經：杯渡路、屯門鄉事會路、海珠路、海皇路、皇珠路、屯門公路、屯門公路巴士轉乘站、屯門公路、青山公路－荃灣段、象鼻山路、城門隧道、城門隧道公路、大埔公路－沙田段、火炭路、桂地街及山尾街。
火炭（山尾街）開經：山尾街、火炭路、大埔公路－沙田段、城門隧道公路、城門隧道、象鼻山路、青山公路－荃灣段、屯門公路、屯門公路巴士轉乘站、屯門公路、皇珠路、海皇路、海珠路、屯門鄉事會路、杯渡路及河傍街。
263B線之具體停站請參考資訊框
263C
屯門站開經：杯渡路、屯門鄉事會路、海珠路、海皇路、皇珠路、屯門公路、屯門公路巴士轉乘站、屯門公路、青山公路－荃灣段、象鼻山路、城門隧道、城門隧道公路、大埔公路－沙田段、吐露港公路、澤祥街、科學園路、創新路、吐露港公路、大埔公路－元洲仔段、廣福道、寶鄉街、寶鄉橋、安祥路、安慈路、大埔中心巴士總站、安埔路、南運路、汀角路、大發街、大昌街、大埔工業邨巴士總站、大貴街、汀角路、露輝路及露屏路。
香港教育大學開經：露屏路、露輝路、汀角路、大貴街、大昌街、大發街、汀角路、南運路、安埔路、大埔中心巴士總站、安慈路、安祥路、寶鄉橋、寶鄉街、廣福道、大埔公路－元洲仔段、吐露港公路、創新路、科學園路、瑞祥街、吐露港公路、大埔公路－沙田段、城門隧道公路、城門隧道、象鼻山路、青山公路－荃灣段、屯門公路、屯門公路巴士轉乘站、屯門公路、皇珠路、海皇路、海珠路、屯門鄉事會路、杯渡路及河傍街。
263C線之具體停站請參考資訊框

## 利用狀況
本線是唯一一條來往屯門區及沙田區的全日專營巴士路線。雖然屯門，沙田兩區服務範圍皆狹窄，但其走線十分直接，又比港鐵屯馬線便宜及快捷，而且本線未能覆蓋之處的乘客可於屯門公路轉車站轉乘，因此客量十分高，繁忙時間及假日經常頂閘，九巴並已多次加密班次，以紓緩其龐大客量。

## 外部連結
- 九巴網站 （页面存档备份，存于）
- 九巴網站
- 九巴網站
- 九巴網站
- 263路線介紹 （页面存档备份，存于）
- 263A路線介紹 （页面存档备份，存于）
- 263B路線介紹 （页面存档备份，存于）
- 263C路線介紹 （页面存档备份，存于）
- i-busnet.com 263資料 （页面存档备份，存于）
- i-busnet.com 263A資料 （页面存档备份，存于）
- i-busnet.com 263B資料 （页面存档备份，存于）
- i-busnet.com 263C資料 （页面存档备份，存于）
- 香港巴士大典上的相关条目：九巴263線
- 香港巴士大典上的相关条目：九巴263A線
- 香港巴士大典上的相关条目：九巴263B線
- 香港巴士大典上的相关条目：九巴263C線